# Wayne Bryant (Autor)
Wayne M. Bryant ist ein US-amerikanischer Schriftsteller sowie ein Pionier des bisexuellen Aktivismus.

## Leben
Bryant hatte sein Coming-out vor 1975 und wurde politisch aktiv im Dunstkreis von Robyn Ochs, dem Boston Bisexual Women Network, ist Mitbegründer des Biversity Boston, eine Organisation mit inzwischen 700 Mitglieder, Mitbegründer des BiCamp und war Präsident des Bisexual Resource Center in Boston, welches ehemals unter dem Namen East Coast Bisexual Network benannt war, mehreren Gruppen aus der ganzen Umgebung Heimstatt bietet und als nationales Clearinghouse für Material rund um Bisexualität gilt. Neben seinem Aktivismus innerhalb der Community veröffentlicht er Artikel rund um das Thema Bisexualität, Film und Stereotype. Seine 1997 veröffentlichte Anthologie Bisexual Characters in Film ist ein Standardwerk zu diesem Thema.
1996 hat er auf dem Internationalen Bisexuellen Symposium in Berlin referiert. Auf der Bi Conference in Houston 1999 war er neben Fritz Klein einer der Programmredner (keynote speaker). 2001 leitete er auf der ersten North American Conference on Bisexuality, Gender and Sexual Diversity (NACB 2001) in Vancouver einen Workshop, wo es um die Erweiterung der Mitglieder in Organisationen der Bisexuellen Organisationen ging. 2006 leitete er zusammen mit Lani Ka’ahumanu in der Sektion Transcending Boundaries innerhalb der PFLAG Northeast Conference einen Workshop zum Thema Our Movement History: The BiTransAction.
Er lebt in Plainville (Massachusetts).

## Werke
- Bisexual Characters in Film: From Anaeis to Zee. Haworth Press, 1997, ISBN 0-7890-0142-X
- Love, Friendship, and Sex. In: 
Loraine Hutchins und Lani Ka'ahumanu (Hrsg.): Bi any other Name - Bisexual People Speak Out, Alyson Publications, 1991 ISBN 1-55583-174-5
- Bi Film Guide. In: The Bisexual Resource Guide. 4. Auflage, mehrere Ausgaben. Bisexual Resource Center, 2001, ISBN 0-9653881-3-1
- Essay in: Ron Jackson Suresha, Pete Chvany (Hrsg.): Bi Men: Coming Out Every Which Way. Haworth Press, 2006, ISBN 1-56023-615-9
- Beitrag in: Laurence Brewer, Trish Oak, Kevin Lano (Hrsg.): Unlimited Desires: An International Anthology of Bisexual Erotica. BiPress, London 2000, ISBN 0-9538816-0-1

Journal of Bisexuality ISSN 1529-9716:
- Stereotyping Bisexual Men in Film, Vol. 1 Nr. 2–3, 2001, S. 213–219
- Bi Film-Video World: Blame Canada, Vol. 1 Nr. 4, 2001, S. 137–141
- Bi Film-Video World: Bisexuals in Shorts, Vol. 2 Nr. 1, 2002, S. 113–117
- Bi Film-Video World: Frida and Oscar, Vol. 4 Nr. 1–2, 1. Juli 2004, S. 258–262(5)
- Bi Film-Video World: Bi Poly Cinema., Vol. 4, Nr. 3–4, 17. November 2004, S. 221–226(6)
- The Bisexual Biopic, Vol. 5 Nr. 1, 19. April 2005, S. 114–118(5)
- Is That Me Up There?, Vol. 5 Nr. 2–3, 17. Oktober 2005, S. 305–312(8)
- Bi Film-Video World: Let’s Talk About Sex, Vol. 6 Nr. 1–2, 31. Juli 2006, S. 193–198(6)

## Filmografie
- 2007 – Bi Camp (Regisseur, 3' Kurzfilm)
- 2007 – Checkout (Regisseur, 3' Kurzfilm)
- 2003 – Interview in Bi Politic: The Boston Bisexual Resource Center (Regie: Bill Burleson, BiCities!, Transcript (Memento vom 28. Juli 2005 im Internet Archive))